# 안상한
안상한(安相漢, 1906년 ~ 1979년 7월 16일)은 제2대 국회의원을 지낸 대한민국의 정치인이다.

## 약력
- 일본 북해도대학 수산과 졸업
- 여수수산대학 학장
- 부산수산대학 부학장

## 역대 선거 결과
|  | 25.42% |

|  | 13.25% |

|  | 13.59% |

|  | 42.20% |

## 참고자료
- 김광준 - 대한민국헌정회